# Ópera mexicana

## Ópera de la época virreinal
En 1711 se estrena en la Ciudad de México la ópera La Parténope con música de Manuel de Sumaya, maestro de la capilla catedralicia y el más grande compositor barroco mexicano. La especial importancia de esta ópera es que es la primera compuesta en América del Norte y la primera ópera compuesta en el continente americano por un compositor americano. Esta ópera da inicio a la fecunda y aún poco estudiada historia de la creación operística latinoamericana no interrumpida desde entonces durante trescientos años.
Manuel Arenzana fue un compositor del clasicismo novohispano (1762-1821), con obras tanto seculares como sacras como la misa en re mayor, para la Gran Orquesta, Maitines para la virgen de Guadalupe, Responso a Dúo para nuestra Señora de las Nieves.  

## Ópera del siglo XIX

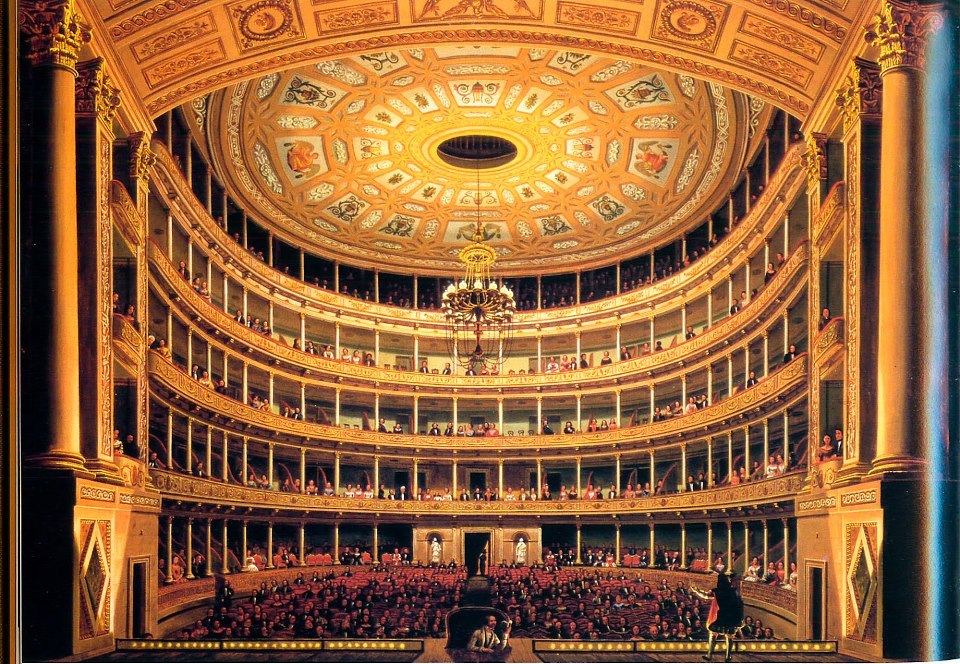
Vista interior del Gran Teatro Nacional en un óleo de Pedro Gualdi

Manuel Covarruvias, (1810 - 1879)  fue un violinista y compositor de ópera mexicano. Su composición musical incluyó Reynaldo y Elina o La sacerdotisa peruana (1838), La estrella (1842), La Palmira obertura(1843), La Lágrima de piedad (1845), La baronesa de Joux (1848).  
El duranguense Luis Baca Elorreaga estudiado en París, fue un compositor y pionero de la ópera en Mexicana con las obras Ave María (1850), Amada, Josefina, Julieta y otras. 
Cenobio Paniagua escribió su primera obra, titulada Catalina de Guisa, estrenada el 29 de septiembre de 1859, la cual fue dedicada al general Miguel Miramón. Utilizó un libreto de Félix Romani, libretista de Vicenzo Bellini. Obtuvo el éxito con su primera obra. 
Cenobio, creó la Academia de Armonía y Composición, donde estudiaron Melesio Morales, Mateo Torres Serratos, Miguel Planas y Carlos J. Meneses. Fue profesor de Ángela Peralta. En dicho instituto se crearon óperas como Cleotilde de Coscenza, de Octaviano Valle; Adelaida de Lusán, de Ramón Vega; Atala, Agorante, rey de Nubia y La reina de las hadas, de Miguel Meneses y Romeo y Julieta e Ildegonda de Melesio Morales, las cuales fueron parcialmente representadas en su compañía, la primera empresa operística mexicana.  

En el caso de las óperas mencionadas como también muchas de las obras escritas posteriormente, la mayoría no llegaron a estrenarse profesionalmente.  

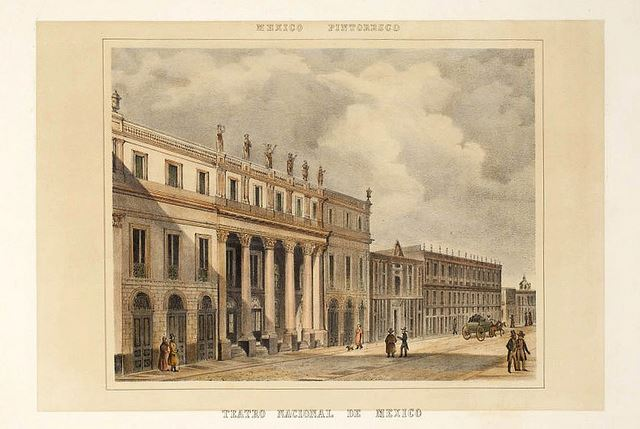
Grabado del Gran Teatro Nacional de México destruido en 1900

 El caso de Ramón Vega es significativo: a pesar de haber intentado llevar a escena sus tres ópera, Adelaida de Lusan, La reina de León y El grito de Dolores y, en algunos casos, haber contado con apoyos importantes, ninguna de las tres se representó jamás y hoy están perdidas. 

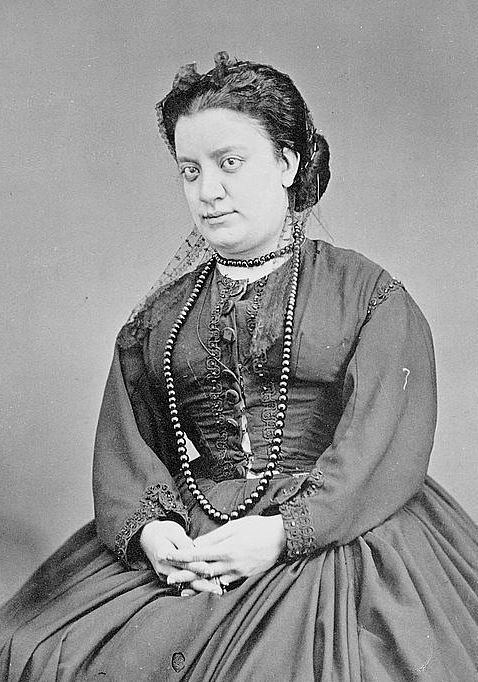
Ángela Peralta

Leonora Saavedra explica que la inestable situación económica y política, y la falta de una clase media urbana numerosa hicieron casi imposible para el Estado mexicano o inversores privados mantener una compañía de ópera estable en México. Como consecuencia, la vida operística mexicana dependía casi exclusivamente de las compañías de ópera extranjeras que visitaban el país. Dado que estas compañías rara vez representaban a compositores locales, aunque siguieran estilos de la escuela italiana, la difusión de la ópera mexicana fue casi nula. 

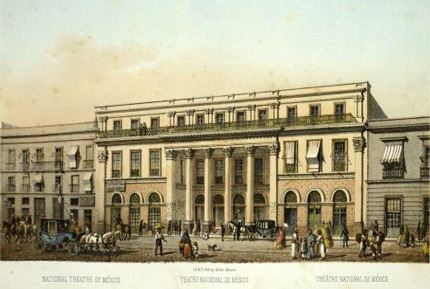
Vista de la fachada del Gran Teatro Nacional de México. Escuela Mexicana de pintura del.

1866 es el año de Ildegonda de Melesio Morales que canta Angela Peralta. La ópera había sido terminada dos años antes, pero no llegó a los escenarios hasta que el emperador Maximiliano I de México, a diferencia de los presidentes que rigieron el país antes, decidiera apoyar a los artistas mexicanos y pagó todos los costos para estrenar la ópera de Melesio Morales.  En 1871 Miguel Planas estrena su Don Quijote en la venta encantada, así como Aniceto Ortega de Vilar (1825-1875) su ópera Guatemotzin. Es ésta el primer intento consciente por incorporar elementos nativos a las características formales de la ópera. La ópera se estrenó con Ángela Peralta y el célebre tenor Enrico Tamberlick. A pesar de que el Segundo Imperio había terminado con el fusilamiento, el 19 de junio de 1867, del emperador Maximiliano I de México, los esfuerzos del Emperador por llevar cultura a México invitando compañías de ópera italianas no terminaron con su asesinato y las visitas de las compañías de ópera italianas se sucedieron regularmente. Además se contó con visitas regulares de compañías españolas que representaron, además de zarzuelas, el repertorio francés hasta que en 1873, gracias a la labor cultural de Porfirio Díaz se inició la visita de compañías francesas.

Seis años más tarde, el 15 de julio de 1877, otra vez Melesio Morales logra que se estrene Gino Corsini en el Gran Teatro Nacional, alcanzando fama, aplausos y algo de dinero. En 1885, en el Colegio del Sagrado Corazón y casi con aficionados, Felipe Villanueva (1862-1893) da a conocer su ópera infantil Un día de asueto el 19 de octubre, para que seis años después Melesio Morales llevara a escena su Cleopatra, que vio la luz en 1891 en el Gran Teatro Nacional, 

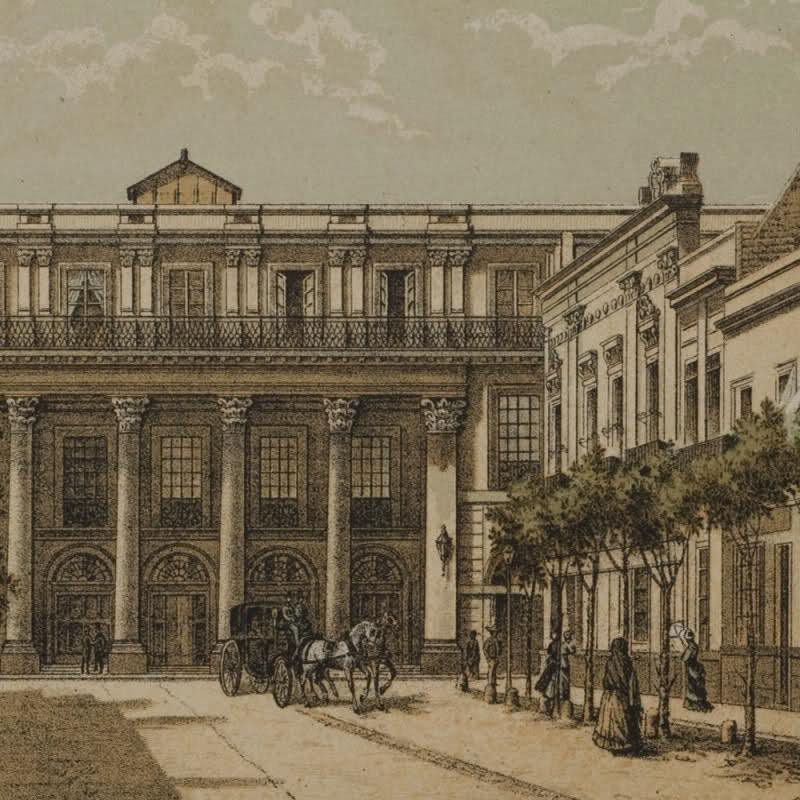
Grabado del del Gran Teatro Nacional de México

 auspiciada por la Compañía de Ópera Italiana Sieni y con la soprano Salud Othón como protagonista. Un año después, Julio Morales (1860-192?), hijo de Melesio llevó a la escena su primer intento operístico, Colón en Santo Domingo y en 1893, en el teatro Principal Felipe Villanueva promueve su bella partitura Keofar, y casi para iniciar el siglo, en 1900, Ricardo Castro (1864-1907), notable pianista y compositor da a conocer la ópera Atzimba. Y al iniciar el siglo XX, Gustavo E. Campa (1863-1934) presenta sin éxito alguno El Rey Poeta.
Una gran parte de estas óperas no han sido rescatadas gracias a una edición moderna con las correspondientes representaciones y grabaciones. Las óperas mencionadas son tan solo algunas pocas de las escritas en México en el siglo XIX. Existen muchas óperas de este periodo que fueron estrenadas y obligadas o que nunca fueron estrenadas y que merecen la atención de algún musicólogo que realice el rescate correspondiente. Entre ellas se deben mencionar las óperas de Melesio Morales: Gino Corsini (estrenada en la Ciudad de México el 15 de julio de 1877), Cleopatra (estrenada en la Ciudad de México el 14 de noviembre de 1891), Carlo Magno, (sin estrenar), La tempestad (perdida, algunos investigadores afirman que se encuentra en los archivos de La Scala de Milán); y las óperas de Julio Morales: Colombo a San Domingo, estrenada en 1892, y las sin estrenar El mago, La bella durmiente y La Cenicienta

## Ópera del siglo XX
En 1902 Ernesto Elorduy presentó al público su ópera Zulema, repetida en 1903 en el Teatro Principal. 

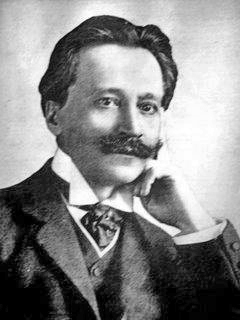
Ricardo Castro

Con La leyenda de Rudel, Ricardo Castro cerraba el año de 1906, consiguiendo buen éxito, y en 1910 la ópera Nicolás Bravo de Rafael J. Tello se escenificaba en un ambiente posrevolucionario, logrando que su partitura se volviera a representar en 1912. El Teatro Arbeu estrenó en 1916 I due amore del mismo Rafael Tello en enero, para después presentar en 1918 Anáhuac de Arnulfo Miramontes con María Gay y Giovanni Zenatello en los papeles principales y El indiano de Alberto Flachebba. El hombre de letras y músico, Alejandro Cuevas estrenó su ópera Morgana en 1920 llevando en su elenco a María Romero, José Mojica y María Teresa Santillán y el no menos inteligente maestro José F. Vásquez daba a conocer en 1922, su primera ópera llamada Citlali con María Luisa Escobar como heroína. El año de 1928 en el inconcluso Teatro Nacional, después llamado Palacio de Bellas Artes, se reponía Atzimba de Castro, para dar paso un año después a la extraña ópera Lisisca de Flachebba el 10 de noviembre. En el destartalado teatro Hidalgo, ahora teatro Regina, en 1935, Heliodoro Oseguera presentaba su partitura Un sueño de hadas, en tanto el Palacio de Bellas Artes reponía, otra vez, Atzimba, y Lisisca, así como El mandarín y El Rajáh de José F. Vásquez, además de Tabaré de Oseguera. Media década después, Manuel Camacho Vega aprovechó la oportunidad y mostró su ópera Tonatiuh en Bellas Artes, en tanto se preparaba la estreno mundial de Tata Vasco, en 1941, de Miguel Bernal Jiménez en Pátzcuaro, Michoacán y la presentación de la misma en la Ciudad de México el propio año.
La mulata de Córdoba, única ópera de José Pablo Moncayo y texto de Xavier Villaurrutia, escrita por encargo de Carlos Chávez, que se estrenó en la temporada de la Academia de la Ópera en 1948, encabezando el elenco una Oralia Domínguez en los albores de su carrera, se presentó como el plato fuerte de la noche en un programa que incluía otros dos estrenos: Carlota de Luis Sandi (1905-1996) y Elena de Eduardo Hernández Moncada (1899-1995). Fue La mulata de Córdoba la única que alcanzó un verdadero triunfo, reprogramándose en posteriores temporadas en Bellas Artes e incluso en el Gran Teatro del Liceo de Barcelona en 1966, donde compartió el programa con Severino de Salvador Moreno (1916-1999) y Carlota de Sandi. En la década de los cincuenta se repusieron La leyenda de Rudel y Atzimba de Castro, Carlota y La mulata de Córdoba, pero el acontecimiento, porque así se le llamó, fue el estreno en 1959 de El amor propiciado de Carlos Chávez, cuyo estreno había tenido lugar en Nueva York dos años antes.
Otro grupo interesante es el de aquellos compositores que intentaron desarrollar una tradición operística yucateca basándose en leyendas mayas. Todos ellos desarrollaron gran parte de su obra en Mérida, México y han sido despreciados por los historiógrafos nacionales mexicanos. En este caso particular se encuentran las óperas de Cosgaya Ceballos, Ríos Escalante, Ricalde Moguel, Rivera Velador, Cárdenas Samada, Jebe Halfdan. En la primera mitad del siglo XX sobresalen en la creación operística mexicana Julián Carrillo y los compositores cercanos a él como Antonio Gomezanda, Juan León Mariscal, Julia Alonso, Sofía Cancino de Cuevas, José F. Vásquez, Arnulfo Miramontes, Rafael J. Tello, Francisco Camacho Vega, Efraín Pérez Cámara. Todos ellos han sido relegados por la historiografía musical oficial que tan solo reconoció la obra de los compositores nacionalistas. Desde finales del siglo XX en México (y toda Latinoamérica) hay un creciente interés de los compositores por escribir ópera. 

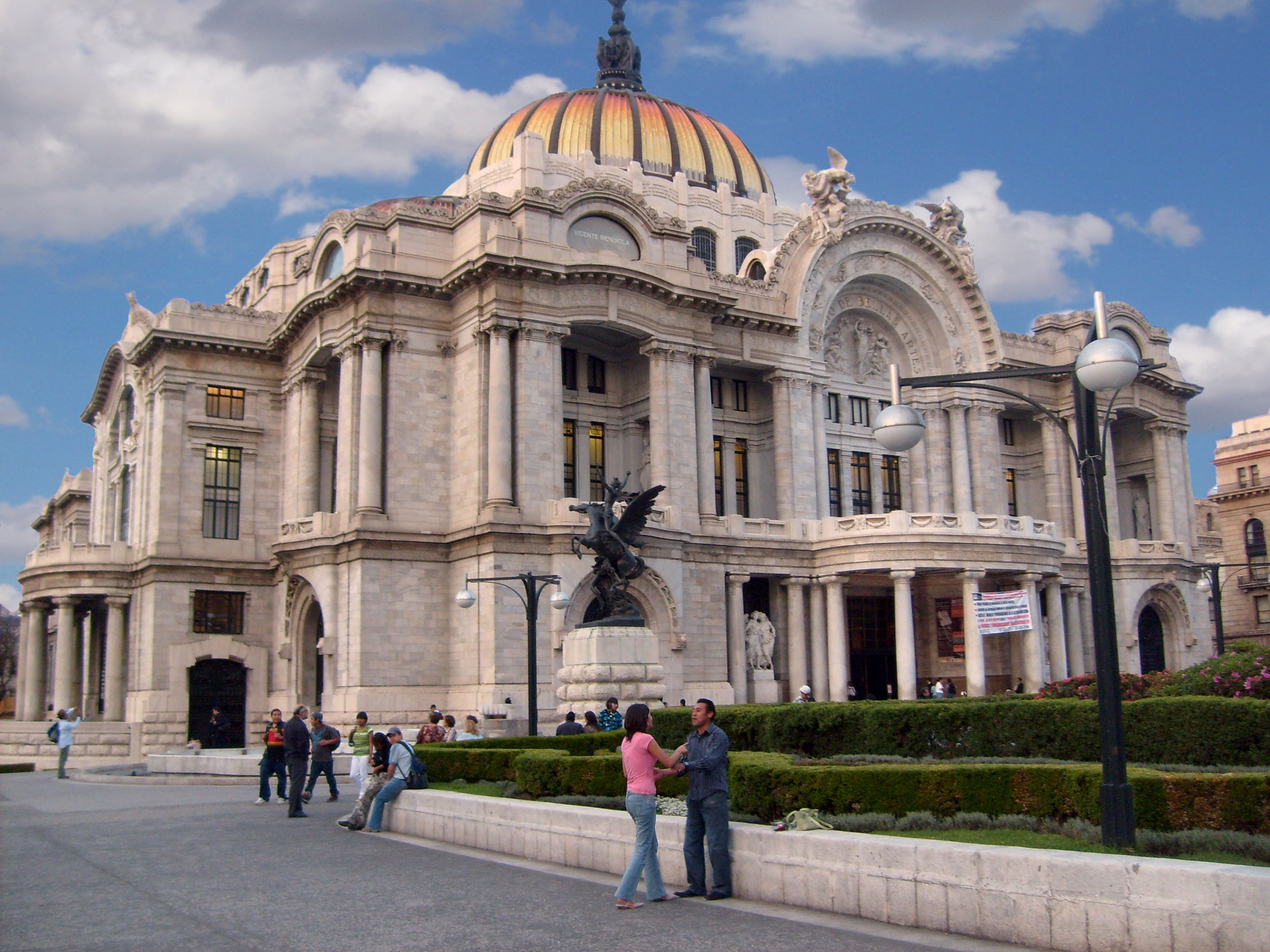
Palacio de Bellas Artes de la Ciudad de México.

En 1957, Luis Mendoza López (1890-1966) estrenó Eréndira en Xalapa, Veracruz, con repeticiones en Guadalajara y Guanajuato, y en 1959 en el teatro Jorge Negrete de la Ciudad de México, donde Plácido Domingo cantaba ya alguna pequeña parte. En 1961 José F. Vásquez estrenó El último sueño con Plácido Domingo, Martha Ornelas y Guadalupe Solórzano. Se presentó en programa doble con La mulata y el éxito solo fue de esta última. Después de algunas representaciones de Severino y Carlota, se estrenó la que sería la primera ópera de Carlos Jiménez Mabarak, Misa de seis, que obtuvo una fría recepción. En 1963 Chávez repitió su partitura, ahora cantada en la versión en español. Un año más tarde, Luis Sandi presentó La señora en su balcón, basada en la obra de teatro homónima de Elena Garro, que cantaron Graciela Saavedra, Gilda Cruz Romo, Aurora Woodrow, Salvador Novoa y Roberto Bañuelas, con una puesta en escena de Celestino Gorostiza (1904-1967). Finalmente, en 1968 en el teatro Ferrocarrilero, el maestro Chávez sacó El amor propiciado, rebautizándolo como The visitors.
En 1974 la célebre compositora y pianista Alicia Urreta (1931-1986) presentó en el Centro Cultural El Agora su ópera El romance de doña Balada, con buena crítica, dejando tristemente inconclusa su salsópera El espejo encantado, con textos de Salvador Novo (1904-1974). Algo similar ocurriría con La encrucijada, ópera de Manuel Enríquez (1926-1994), con libreto del dramaturgo Guillermo Schmidhuber de la Mora, que quedó interrumpida por la muerte del maestro. En diciembre de 1975 se repuso, después de 26 años, Tata Vasco, de Miguel Bernal Jiménez.
El teatro de la Ciudad de México, antes Iris, albergó la ópera Encuentro en el ocaso, de Daniel Catán (1949), en 1980 y un año después, en Bellas Artes, sería el turno para el compositor Miguel Alcázar (1942) y su ópera La mujer y su sombra, que en programa triple compartió la velada con Severino y La mulata de Córdoba. La que sería la segunda y última obra operística de Jiménez Mabarak, La Güera, se estrenó en Bellas Artes en 1982 con éxito singular.
En 1987 se estrenó en Bellas Artes, escénicamente, Orestes parte, magnífica partitura de Federico Ibarra Groth (1946) que ya había presentado su Leoncio y Lena en 1981, y que estrenaría después El pequeño príncipe en Los Ángeles, California, Madre Juana que llevó a escena en 1993 y Despertar al sueño en 1994, obra que alcanzó singular número de representaciones.
El estreno de Aura, de Mario Lavista (1943), se llevó a cabo en el Palacio de Bellas Artes en 1989; la obra está basada en la novela de Carlos Fuentes (1928). El mismo año se presentó en Monterrey, N. L., la ópera El marciano del compositor y director de coros Gabriel González Meléndez. Basada en una obra de Octavio Paz (1914-1998), La hija de Rappaccini de Daniel Catán se llevó a la escena en 1991; tres años después sería estrenada en la Opera de San Diego, California. Antes, en 1990, José Antonio Guzmán (1946) había presentado su Ambrosio o la fábula del mal amor, tanto en la Sala Covarrubias como en Bellas Artes. En tanto, Hilda Paredes, Marcela Rodríguez y Manuel Henríquez Romero estrenaban en 1993 The Seventh Pip, La sunamita y Malinali, en el teatro Juan Ruiz de Alarcón de la UNAM, en el teatro de la Ciudad de México y en el Manuel Doblado, de León, Guanajuato, respectivamente.
En 1994 Víctor Rasgado estrenó en Spoleto, Italia, en el teatro Ciao Melisso, Anacleto Morones, que a la postre había ganado el concurso de composición operística Orpheus. Esta partitura continúa inédita en México. Los más recientes estrenos de óperas mexicanas son La tentación de San Antonio, de Luis Jaime Cortez (1962), cuyo estreno tuvo lugar en 1998 en el teatro de las Artes, Florencia en el Amazonas, de Catán, en mayo de 1999, El pequeño príncipe, de Ibarra, De cachetito raspado, de Juan Trigos R., en el Centro Cultural Helénico, en el mes de septiembre de 1999 y la versión definitiva de la única ópera de Carlos Chávez, que ya conocida en nuestro país como el amor propiciado y Los visitantes, ha quedado registrada, según las últimas indicaciones y arreglos del propio compositor antes de su muerte, como The Visitors, cuyo estreno mundial se verificó en el teatro Juárez, de Guanajuato el pasado 2 de octubre de 1999. En el año 2000 se produjeron dos estrenos mundiales en el Centro Cultural Helénico. Se trata de La Muerte y el hablador de Leopoldo Novoa y Doloritas de Julio Estrada.

## Ópera delsigloXXI
Entre los compositores mexicanos de inicios del siglo XXI que sobresalen con sus óperas debe mencionarse a Federico Ibarra, Leandro Espinosa, Marcela Rodríguez, Víctor Rasgado, Javier Álvarez, Roberto Bañuelas, Luis Jaime Cortez, Julio Estrada, Gabriela Ortiz, Enrique González Medina, Manuel Henríquez Romero, Leopoldo Novoa, Hilda Paredes, Mario Stern, René Torres, Juan Trigos, Samuel Zyman, Mathias Hinke, Ricardo Zohn-Muldoon, Isaac Bañuelos, Gabriel de Dios Figueroa, Enrique González-Medina, José Carlos Ibáñez Olvera, Víctor Mendoza, Emmanuel Vázquez, Javier Ignacio Fragoso, Roberto Morales Manzanares, Ricardo Zohn-Muldoon, Alfonso Molina y Gabriel Pareyón, Felipe Pérez Sangtiago, Gabriel González Meléndez, Guillermo Digo, Guillermo Galindo, Horacio URiba, Jaime Wolfson, Jomi Delgado, Jorge Torres Saenz, José Miguel Delgado, Lorena Orozco, Luis Felipe Losada, Mauricio Rodríguez, Robert Xavier Rodríguez, Roberto Carlos Flores, Rogelio Sosa, Sergio Berlioz.
Un nombre sobresaliente de la primera década del siglo es el de Daniel Catán, cuyas óperas lograron en esa década una gran recepción internacional. De tal suerte, Daniel Catán logró ser el compositor que estableciera la lengua castellana como lengua operística a nivel internacional. Su inesperada muerte en 2011 truncó su carrera aunque la representación y recepción de sus obras ha continuado, especialmente en los Estados Unidos, donde con regularidad se programan sus óperas.
El 7 de febrero de 2014 se realizó el reestreno de la ópera Atzimba de Ricardo Castro en el Teatro Ricardo Castro en el marco de las celebraciones por los 150 años del aniversario del natalicio del autor. La obra no se había representado durante varias décadas. El rescate de la obra se realizó en el contexto de un renovado interés por tanto por la producción histórica mexicana (se han rescatado óperas de Melesio Morales, Julián Carrillo, Felipe Villanueva, Ernesto Elorduy)

## Idiomas utilizados en los libretos de ópera en México
No es posible establecer con certeza en que idioma se escribieron los libretos de las primeras óperas mexicanas, pero es muy probable que fuera en castellano. En 1708 se representó en el Palacio Real de México el drama El Rodrigo para conmemorar el nacimiento del príncipe Luis Fernando, con música de Sumaya y libreto impreso, hoy ilocalizable. La obra se clasificó como melodrama. Con gran probabilidad se trata de una zarzuela, aunque, por carecerse de los manuscritos musicales y del libreto no se ha podido establecer su categoría. Tres años después, Sumaya puso música a la ópera La Parténope (1711), compuesta con motivo del cumpleaños de Felipe V sobre un libreto del italiano Silvio Stampiglia, por encargo del recién llegado virrey Don Fernando de Alencastre Noroña y Silva, , III Duque de Linares, marqués de Valdefuentes, comendador de la Orden de Santiago, virrey de la Nueva España desde 1711 hasta 1716 El Duque de Linares, gran aficionado a la ópera italiana, encargó a Sumaya la traducción de libretos italianos y la composición de nueva música para los mismos. Por ello podemos suponer que estas primeras óperas se realizaron con base en un libreto en castellano. El libreto de La Parténope, se conserva en la Biblioteca Nacional de México, aunque la parte musical se ha perdido. Usualmente se considera La Parténope, estrenada en 1711, como la primera ópera mexicana, pero tal afirmación debe tomarse con cuidado considerándose la probabilidad que tal título se le deba conceder, en realidad, a El Rodrigo, de la cual no se ha localizado mayor información, más que su clasificación de melodrama. La ambigüedad de tal clasificación, coincidente con clasificaciones de óperas italianas con fine tragico compuestas en la época, apunta a la probabilidad de que, en realidad, El Rodrigo sea la primera ópera mexicana.
En el siglo XIX se impone primeramente el idioma italiano y luego el francés en el libreto, aunque el castellano no desapareció del escenario y se siguió empleando. Al respecto de las óperas en que se utilizó un libreto en lengua italiana véase, como ejemplo, las óperas con música de Melesio Morales. Al respecto de las óperas en que se utilizó un libreto en lengua francesa véase, como ejemplo, la ópera La leyenda de Rudel de Ricardo Castro. En el siglo XX la producción operística mexicana se enriqueció utilizando, también, libretos en lengua inglesa. Al respecto, y como caso paradigmático, se debe recordar la ópera The visitors de Chester Kallman y música de Carlos Chávez. La importantísima actividad de Daniel Catán al respecto de la selección de sus libretos en castellano ha sido un factor decisivo a nivel internacional para establecer el castellano como una lengua adecuada para su uso en libretos a nivel internacional.
Por otra parte, y a pesar de que México es una de las naciones con mayor diversidad lingüística por sus lenguas originarias, no se produjeron óperas en esas lenguas hasta inicios del siglo XXI. Fue entonces que se compuso la primera ópera íntegramente en lengua náhuatl, basada en un cuento de la tradición oral de San Miguel Tzinacapan, Puebla con la variante del náhuatl de Tlaxcala "Tekuani huan Chapolin" (2010) con un libreto de Refugio Nava Nava y música de Javier Ignacio Fragoso, así mismo en 2017 estrena El Diablo Vuelve al Infierno basada en un libreto de Miguel N. Lira con traducción de Refugio Nava y música de Fragoso, posteriormente a Tekuani huan Chapolin, se presentó Xochicuicatl cuecuechtli (2011), sobre un texto erótico, anónimo del siglo XVI, con música de Gabriel Pareyón; y la primera ópera íntegramente en lengua zapoteca, Donají (2012), sobre una leyenda oaxaqueña, con música de Roberto Morales Manzanares.